# Ганім ібн Раджі
Ганім ібн Раджі (араб. غانم بن راجح بن قتادة بن إدريس الحسني; д/н — 1254) — 19-й шаріф й емір Мекки у 1254 році.

## Життєпис
Походив з гілки правлячої династії Хашимітів — бану-катаба. Син шаріфа Раджі ібн Катада. Більшу частину життя діяв разом з батьком, що намагався закріпитися в Мецці, воюючи проти емірів — ставленників Аюбідів та своїх небожів. Наприкінці травня або напочатку червня 1254 Ганім відсторонив батька від влади. Той не чинив спротив, ймовірно через похилий вік. Проте вже напочатку грудня 1254 року шаріф Ганім зазнав поразки від свого стрийка Ідріса та небожа Абу Нумайя ібн Абу'л-Саада. Ганім разом з 2 братами загинув.